# 巴黎第六大学

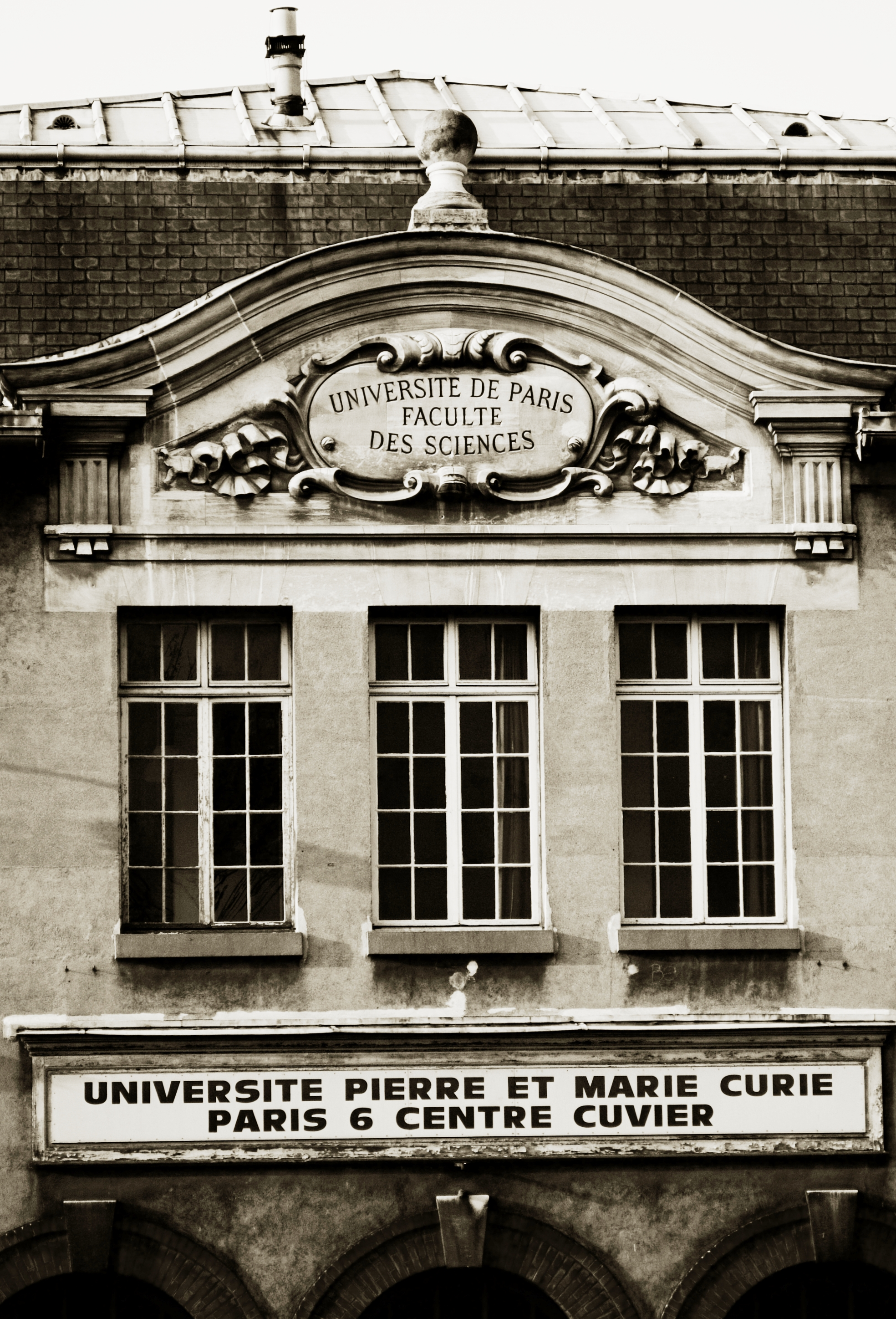
学校曾经的门匾

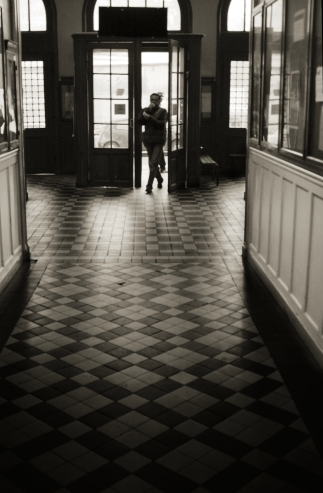
学校一所位于居維葉街（rue Cuvier）建筑的入口

巴黎第六大學（法語：Université Paris VI），又称皮埃尔和玛丽·居里大学（Université Pierre et Marie Curie，UPMC），是一所法國大學，坐落于巴黎市区中心的拉丁区，是巴黎大学及巴黎科学学院中科学师资的主要继承者。该校有大约32000名学生，其中约21000名为科学生，约11000名为医学生。2018年1月1日起，巴黎第六大学与巴黎第四大學合併為索邦大學。
该校拥有超過180間實驗室，絕大多數的實驗室都與法國國家科學研究中心有合作關係。除坐落于拉丁区的主校区，以及位于十三区的医学校区外，该校在巴黎还拥有7个附属医院，并在法国各地设立了超过125个研究所，包括著名的亨利·庞加莱研究所与巴黎天体物理研究所。
巴黎第六大学共有25位诺贝尔奖得主（其中玛丽·居里获得2次诺贝尔奖）和7位菲尔兹奖得主以及1位图灵奖得主，在数学、物理、化学及医学领域全球领先。特别地，在7位菲尔兹奖得主中，6位在巴黎科学学院完成博士学位或留任教授研究员，是巴黎第六大学及索邦大学主要的师资力量。
巴黎第六大学依据“顶级期刊及高被引论文数”，“校友及教工获奖人数”等多项数据，在多项排名中均为法国排名最高，世界排名顶尖的公立大学。其中，2018年《美国新闻》将巴黎第六大学评为法国第1、全球第38，数学领域全球第1，物理领域全球第11，另有11项学科排名处于世界前50；2017年《ARWU》则将巴黎第六大学评为法国第1、全球第40，数学领域全球第3，物理领域全球第13，自然科学领域全球第14，工程领域全球第25。在2015年《自然指数》排名中，巴黎第六大学被评为全球第5大研究型大学，世界十强科研机构。
巴黎科学学院名誉校长馬克·扎曼斯基（Marc Zamansky）将巴黎第六大学比喻为「在巴黎中心科学思想的结晶」（la matérialisation de la pensée scientifique au cœur de Paris）。

## 校史
巴黎第六大学于1971年1月1日成立，并于2018年1月1日并入索邦大学。根据1968年11月12日通过的《高等教育方向指导法》，原巴黎大学被拆分成多个教学和研究单位，其中大多数科学教学和研究机构，以及部分医疗机构重组为巴黎第六大学。
1974年，巴黎第六大学取名为皮埃尔和玛丽·居里大学。2007年，UPMC成为大学的正式名称。
2018年，巴黎第六大学与巴黎第四大学合并为索邦大学。

## 联盟
2005年，巴黎第六大学与巴黎第九大学建立巴黎大学联盟，并在2010年与巴黎第二大学与巴黎第四大学合作成立索邦大学联盟。
2017年1月，巴黎第六大学与巴黎第四大学宣布于2018年1月1日合并。

### 校长
自1971年至2017年，创校47年间，共有10位教授相继担任校长。
1. André Herpin, 1971-1976
2. Jean Dry, 1976-1982
3. André Astier, 1982-1986
4. Michel Garnier, 1986-1991
5. Jean-Claude Legrand, 1991-1996
6. Jean Lemerle, 1996-2001
7. Gilbert Béréziat, 2001-2006
8. Jean-Charles Pomerol, 2006-2011
9. Maurice Renard, 2011-2012
10. Jean Chambaz, 2012-2017

其中，最后一任校长让·尚巴兹（Jean Chambaz）于2018年继任索邦大学校长。

## 组织
巴黎第六大学的主校区由7个教学和研究机构，1个工程师学院和4个宇宙科学观测站组成。除上述机构以外，校区另设科研与公共服务中心，其主要目的为方便对学士一年级的教学、联系与管理，经董事会审议而特别创建。
巴黎第六大学的医学校区，又称皮埃尔和玛丽·居里医学院（FMPMC），是由两个预先存在的医学院合并而成：皮提耶－沙普提厄医学院和圣安东尼医学院。医学院下设7个附属医院提供公共援助，包括巴黎的沙普提厄医院，查尔斯富瓦医院和圣安东尼医院。

### 校区
- 朱西厄校区
- 奥赛校区
- 科德利埃校区
- 沙普提厄校区
- 圣安东尼校区
- 拉斯拜尔校区

### 教学机构
- 皮埃尔和玛丽·居里数学院
- 皮埃尔和玛丽·居里物理学院
- 皮埃尔和玛丽·居里医学院
- 巴黎第六大学化学院
- 巴黎第六大学生物学院
- 巴黎第六大学工程师学院
- 地球环境与生物多样性学院
- 智能系统和机器人学院

### 研究所
- 亨利·庞加莱研究所
- 巴黎大学统计研究所
- 巴黎天体物理研究所
- 巴黎铁矿研究所
- 巴黎视觉研究所
- 罗斯科夫海洋站
- 滨海巴纽尔斯海洋站
- 濱海自由城海洋站

### 博士生院
巴黎第六大学拥有16所博士生院，共接纳3400名博士生。
在此基础上，巴黎第六大学额外提供3个交叉学科博士课程：
- 脑机接口
- 化学工程
- 肿瘤学

### 图书馆
巴黎第六大学拥有17个图书馆（10个科学馆和7个医学馆）以及15个合作图书馆。
2009年，医学图书馆网络（SCD Medical）并入巴黎第六大学图书馆。

## 教学与研究

### 课程设置
巴黎第六大学受权颁发科技与医疗领域的学士、硕士、博士与工程师文凭。
巴黎第六大学提供9个专业的学士课程（化学、计算机科学、电子工程、机械工程、数学、物理、地球科学、生命科学、自然科学）。
巴黎第六大学与合作院校提供9个双学位学士课程：
- 与巴黎政治学院：
  - 科学和社会科学
- 与巴黎第二大学：
  - 科学和法律
- 与巴黎第四大学：
  - 科学和音乐学
  - 科学和历史
  - 科学与哲学
  - 科学和德语
  - 文学和计算机科学
- 与法国国立东方语言文化学院：
  - 科学，语言与中国文化
- 与法国国立高等工业设计学院：
  - 科学与设计

巴黎第六大学提供14个专业学士预备课程，以及53个不同方向的硕士预备课程。
巴黎第六大学提供完整的医疗课程和辅助医疗课程。总校区象征性地设立在科德利埃，即巴黎第一所医学院的所在地，而授课则集中在沙普提厄校区和圣安东尼校区。

### 国际关系
巴黎第六大学在索邦大学框架下，制定了基于跨学科合作伙伴关系的国际政策，重点发展：
- 伊拉斯莫斯世界计划课程，特别是双语课程；
- 教授研究员在欧洲和国际范围内的交流；
- 在特定欧洲和国际大学网络内的活动；
- 与新兴国家和南半球国家的交叉学科合作项目。

### 研究机构
巴黎第六大学拥有超过125个研究机构，主要集中在四大板块：
1. 建模和工程板块研究纯数学和应用数学、计算机科学、电子学、机器人学、力学和医学工程的领域，包括16个实验室和5个联合机构。
2. “能量、物质和宇宙” 板块研究宇宙和物质结构、量子信息技术、纳米科学、现代科学、材料科学，分子化学与可持续发展理念，包括36个实验室和6个联合机构。
3. 地球生命与环境板块包括21个实验室和4个联合机构。
4. 生命与健康板块包括47个实验室和7个联合机构。

巴黎第六大学共有40个与法国国家科学研究中心直接合作的联合研究机构，除此以外，还有34个研究机构与法国国家科学研究中心有部分合作关系。

### 排名声誉
作为欧洲顶级的大学之一，巴黎第六大学在各个方面都有着很好的声誉。该校除排名第一的数学学科外，在物理、化学、工程、地球物理学和材料科学领域均排在世界最佳研究机构的前5%至10%。在2018年《泰晤士高等教育》世界年轻大学排名中（该排名更注重学生的就业表现、而非科研成就），巴黎第六大学排名全球第12；而在传统的物理科学、自然科学等领域，巴黎第六大学的排名也均位列全球前50名左右。该校在近几年也都被受到全球科研人员高度评价的《科学引文索引》评为世界顶级。
除了其数学学科的教育和研究被全世界公认以外，巴黎第六大学的物理专业也并不比其国内的竞争对手巴黎第十一大学逊色。该校的实验室之一卡司特勒-布洛索實驗室（LKB）的物理学家克洛德·科昂-唐努德日与塞尔日·阿罗什分别于1997年与2012年获得诺贝尔物理学奖。作为法国最重要的量子物理实验室，自1951年创立至今，共诞生了3名诺贝尔物理学奖得主，4位法国国家科学研究中心金奖得主，以及多名法国科学院院士与法兰西公学院教授。
在《世界大学学术排名》中，巴黎第六大学以其在科研领域的成就获得如下排名：
- 2014年：法国第1、全球第35、数学全球第4
- 2015年：法国第1、全球第36、数学全球第5
- 2016年：法国第1、全球第39、数学全球第3
- 2017年：法国第1、全球第40、数学全球第3

在《美国新闻》的教育排名中，巴黎第六大学以其在科研与教育领域的影响与贡献获得如下排名：
- 2015年：法国第1、全球第46、数学全球第8
- 2016年：法国第1、全球第49、数学全球第5
- 2017年：法国第1、全球第62、数学全球第4
- 2018年：法国第1、全球第38、数学全球第1

其中共有11项学科位于全球前50：
- 数学：全球第1
- 空间科学：全球第9
- 物理学：全球第11
- 地球科学：全球第14
- 神经科学：全球第24
- 免疫学：全球第28
- 基因科学：全球第29
- 生物学：全球第35
- 药理学：全球第35
- 临床医学：全球第40
- 环境科学：全球第49

## 著名校友

### 毕业生
巴黎第六大学的毕业生中不乏政治家和经济学家，包括：
- 萨弗亚图·蒂亚姆（Safiatou Thiam），2007年至2009年任塞内加尔卫生部长
- 多米尼克·斯特劳斯-卡恩，2007年至2011年任国际货币基金组织总裁
- 克洛德·巴尔托洛内，现任法国国民议会议长

巴黎第六大学的毕业生中同样不乏专家和学者，包括：
- 吕克•维耐（Luc Vinet），魁北克数学家和物理学家，2005年至2010年任蒙特利尔大学校长
- 皮埃尔-路易·利翁，法国数学家，1994年菲尔兹奖得主
- 文德林·维尔纳，法国数学家，2006年菲尔兹奖得主
- 吴宝珠，越南和法国籍数学家，2010年菲尔兹奖得主
- 赛德里克·维拉尼，法国数学家，2010年菲尔兹奖得主
- 阿图尔·阿维拉，巴西和法国籍数学家，2014年菲尔兹奖得主
- 塞尔日·阿罗什，法国物理学家，2012年诺贝尔物理学奖得主